# Sieben Wouters
Sieben Wouters is geboren op (23 juni 1996) en woont in het Brabantse Zundert. Wouters komt uit in het wegwielrennen en veldrijden.

## Carrière
Sieben Wouters reed in 2015 en 2016 voor het Rabobank Development Team. In januari 2016 wist hij de Nederlandse titel te pakken en dus Nederlands Kampioen te worden bij de belofte mannen in Hellendoorn. Een jaar eerder wist hij het brons te pakken op het NK veldrijden in Veldhoven.
Vanaf 2017 rijdt Wouters voor de Belgische ploeg Pauwels Sauzen-Vastgoedservice, nu Pauwels Sauzen-Bingoal als elite zonder contract. In het veld komt Wouters sinds het seizoen 2018-2019 uit voor Creafin-TÜV Süd en wordt eind september tweede bij de Jingle Cross #2 in Iowa City. De start van het seizoen 2019-2020 bij Creafin Fristads wordt gedomineerd door een schouderblessure, opgelopen bij een val tijdens de tweede cross voor de Wereldbeker in Waterloo.

## Overwinningen

### Wegwielrennen
- 2014: Kampioen tijdrijden junioren, regio Zuid-West
- 3e NK tijdrijden
- GC Westbrabantse Pijl

### Cross
| Seizoen   | Wereldbeker | Superprestige | DVV Trofee | WK    | EK    | NK    | Overige                     | Totaal aantal zeges |
| --------- | ----------- | ------------- | ---------- | ----- | ----- | ----- | --------------------------- | ------------------- |
| 2012-2013 |             |               |            |       |       | 4e    | Breda, Lieshout, Moergestel | 3                   |
| 2013-2014 |             |               |            | 9e    | 19e   | Brons | Dordrecht                   | 2                   |
| 2014-2015 |             |               |            |       |       | Brons |                             | 0                   |
| 2015-2016 |             |               |            | 9e    | 15e   | Goud  |                             | 1                   |
| 2016-2017 |             |               |            | Brons | Brons | Brons |                             | 0                   |
| 2017-2018 |             |               |            |       |       | 5e    |                             | 0                   |
| 2018-2019 | 24e         | 27e           | 28e        | 15e   | 16e   | 6e    |                             | 0                   |
| 2019-2020 | 24e         |               |            | 25e   |       | 7e    |                             | 0                   |
|           |             |               |            |       |       |       |                             |                     |
| Totaal    |             |               |            |       |       | 1     | 4                           | 6                   |